# تشارلز بي. بيندكت
تشارلز بي. بيندكت (بالإنجليزية: Charles B. Benedict)‏ هو محامي وسياسي أمريكي، ولد في 7 فبراير 1828 في الولايات المتحدة، وتوفي بنفس المكان في 3 أكتوبر 1901. حزبياً، نشط في الحزب الديمقراطي. وقد انتخب عضو مجلس النواب الأمريكي.